# Poesia moderna

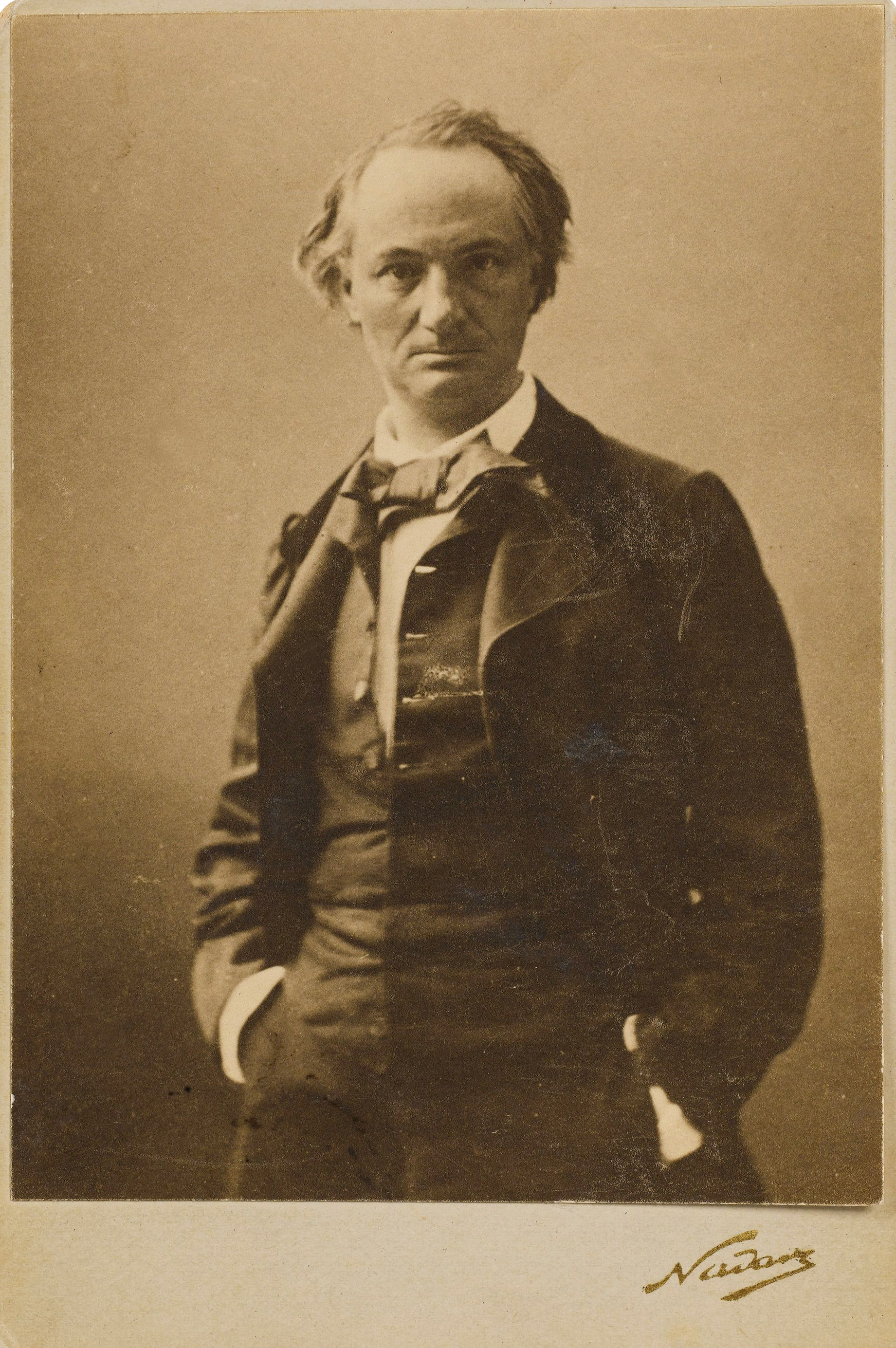
Retrato de Baudelaire tirado por Nadar.

A poesia moderna, historiográfica e terminologicamente falando, em termos usuais, pode corresponder à poesia feita a partir de 1848 por Charles Baudelaire, evoluindo no século XIX através da obra de poetas franceses também, tais como Rimbaud e Mallarmé e terminando com o período das vanguardas do século XX, tais como Expressionismo, Futurismo, Cubismo e Surrealismo, com o qual culminaria, vindo após o período pós-moderno, que outros preferirão chamar de contemporâneo, enquanto muitos autores veem um prolongamento do moderno durante este período, até os dias atuais.

## Controvérsia
Apesar de que o primeiro conceito histórico citado seja de Walter Benjamin, se definirmos as características do que pode entender-se por poesia moderna, poderemos concluir que grandes poetas de hoje, tais como Manoel de Barros, no Brasil, praticam uma poesia que os situa ainda no modernismo brasileiro, não no pós-modernismo, termo de definição mais vaga, e que somente poderia ser definido como período (posterior ao moderno) ou tendência reativa ao moderno (o que configuraria uma corrente pouco expressiva no âmbito da poesia, sem incluir autores importantes, não incluindo, até mesmo, os poucos autores de expressão que se declararam pós-modernos, como Charles Olson, cuja poesia é chamada comummente de "telegráfica" (conceito já usado no início do século XX, associado ao Futurismo), portanto, no período da poesia moderna. No caso do poeta dos EUA, primeiro e mais importante propositor do termo pós-modernismo para uma poesia posterior ao modernismo poético de língua inglesa, este usa como referência para a definição de poesia pós-moderna a poesia de Ezra Pound, que funde elementos antigos e vanguardistas. No entanto, observamos que a atitude de unir tradição e experimentação não é tão nova no âmbito da poesia que se configurou a partir de Baudelaire, existindo desde o modernismo de língua castelhana do primeiro Rubén Darío, por exemplo. Ou seja, a tendência de fundação e síntese com o antigo existe no interior da própria poesia moderna desde os seus primórdios. Não havendo, em poesia, uma reação significativa ao conceito de "moderno", a qual pudéssemos não situar em termos absolutos como uma linha evolutiva desta, e havendo poetas claramente praticantes da poesia de inovação moderna, pós-modernismo torna-se um conceito essencialmente vago para as artes poéticas.  
Por esses e por outros motivos, usando uma terminologia ainda aceita (e próxima de outras artes) poderíamos definir poesia moderna como toda poesia das vanguarda históricas, bem como toda aquela poesia que trouxe à luz primeiramente as características essenciais destas, além das tendências modernistas ou contemporâneas que não poderiam existir sem a primazia das vanguardas ou daquelas tendências que deram origem a ela, excluindo-se do conceito de moderno o conceito de "meramente contemporâneo". O fio condutor da definição de Poesia moderna é, pois, a Poesia de vanguarda no seu sentido histórico, diferente do sentido de "ruptura constante" dado por Octavio Paz.
Há que se observar, portanto, que modernismo e moderno não são necessariamente sinônimos. Nem ao menos há um só modernismo, sendo chamados de modernismo movimentos muito diferentes entre si em língua castelhana (século XIX), inglesa e no português (século XX), por exemplo, enquanto na França, como foi dito, se fala no pré-simbolista francês Baudelaire como marco da poesia dita moderna. Existe, portanto, uma discordância entre datas e conceitos. Por vários motivos, então, há quem diga que o período moderno em poesia não termina com as vanguardas, e sim na década de 1960 ou na de 1970. Ou mesmo que este prossegue até hoje.

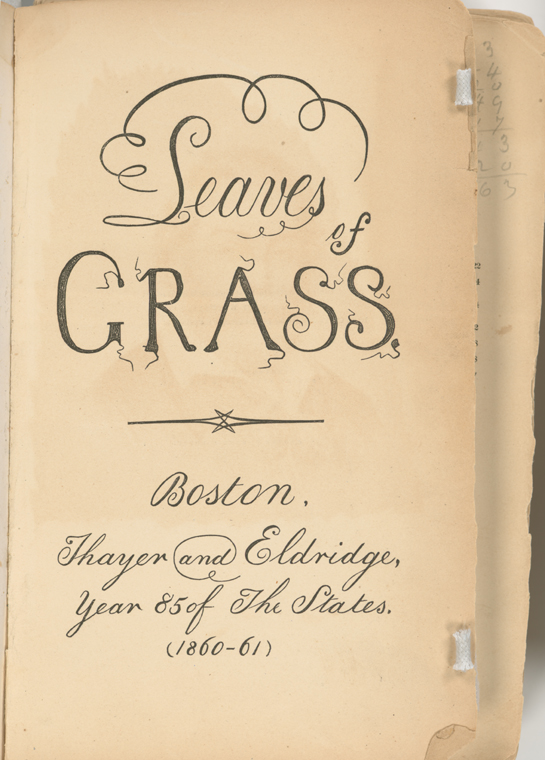
Leaves Of Grass, capa de edição de 1860.

De qualquer forma, o Simbolismo e seus assemelhados, por sua ênfase nas sensações e/ou exploração do inconsciente (devido ao quê podemos relacioná-lo com o Impressionismo e com o Expressionismo e o Surrealismo) e por uma tendência maior de abstração e também pelas inovações formais (devido ao quê podemos relacioná-lo com outras vanguardas mais construtivistas), o Simbolismo, dizíamos,  que tem raízes na poesia de Baudelaire, torna-se o marco de uma poesia nova na Europa, que traria em suas entranhas as vanguardas e os modernismos. Outros poetas inovadores houve em outras partes do mundo, como, no Brasil, Souzândrade, Emily Dickinson nos EUA, não tendo porém seus trabalhos tido repercussão e não tendo continuidade histórica imediata no que traziam de mais particular em suas estéticas. É interessante notar que Souzândrade pertence ao Romantismo brasileiro, e que teóricos da poética como Octavio Paz e Ferreira Gullar situam o início da linha evolutiva da poesia moderna, em sentido amplo, exatamente no Romantismo. Não tão influente, porém influente a ponto de ser praticamente copiada no estilo pelo poeta português Fernando Pessoa (na pessoa de Álvaro de Campos) está a inclassificável poesia de acentuados tons orais com uso do verso livre do poeta norte-americano Walt Whitman, ideologicamente pertencente ao Romantismo, desde o ano de 1855, com Folhas da relva, representando uma outra fonte na origem da poesia moderna.

## Características e evolução histórica

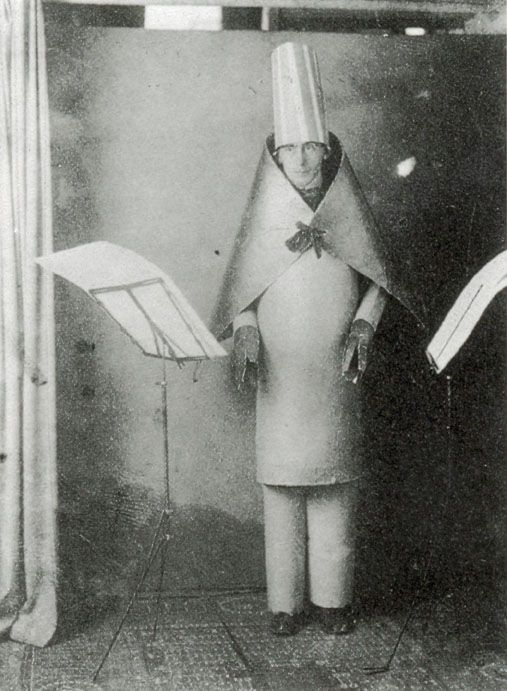
O dadaísmo de Hugo Ball no Cabaret Voltaire, representante do choque causado pelas vanguardas, (1916)

A ênfase na sensação, dos simbolistas, torna-se a primeira discordância com a arte imitativa em poesia, refletindo o efeito das inovações tecnológicas da época sobre a sensibilidade humana. Se nas artes plásticas o advento do moderno estava relacionado à invenção da fotografia, que obrigou os artistas a voltarem-se para outras formas de representações mais abstratas da realidade, é a partir de uma forma nova de captar a realidade que o moderno se institui na poesia.
É a partir desta ênfase, com origem nas Correspondências de Baudelaire, que surgirá uma poesia que interpreta a psique e os sentimentos humanos a partir do mundo concreto. De diferentes formas, tal conceito estará presente na poesia de Arthur Rimbaud, Lautréamont e os surrealistas, de um lado, e de Maiakovski, Ezra Pound, T. S. Eliot, os imagistas e objetivistas, de outro lado. 
Com o Expressionismo, surgido primeiramente na pintura e no teatro, a realidade interior passa a ser mais importante que a realidade exterior. Por volta de 1910, na Alemanha, principalmente a partir da publicação do primeiro número da revista Der Sturm (A Tempestade), a maneira expressionista de produzir arte começaria a influenciar poetas alemães. Além disso, eles passam a desconstruir a gramática, usar linguagem sintética e neologismos. Apesar destas inovações radicais, alguns ditos expressionistas ainda usam a métrica e até o soneto.
Um ano antes, em 1909, surge o primeiro manifesto futurista de Marinetti, expressando seu amor pela máquina e pela força, mas também pelo movimento, que produziu a intenção de captar a imagem em movimento através de palavras. Tal intenção seria de fato concretizada pelos chamados cubo-futuristas russos, a partir de 1912, tendo como seu mais conhecido poeta Vladimir Maiakóvski. Para os futuristas, a métrica já não fazia nenhum sentido, e a rima e ritmo eram conceitos muito diferentes dos usuais, como se vê em "Como fazer versos", livro teórico de Maiakóvski.
Outras características foram sendo produzidas ao longo do período moderno na poesia, tais como a fragmentação e/ou a simplificação da linguagem. No sentido de simplificar a linguagem do poema temos o uso maior do verso livre  e a aproximação com a oralidade, primeiramente apenas no seu ritmo, características que já vinham aparecendo na poesia desde 1855 com o poeta Walt Whitman, um poeta que preservava ainda algumas características do Romantismo, movimento contemporâneo a ele, como por exemplo, um certo patriotismo.
A fragmentação da linguagem, bem como a síntese, apareceram no Futurismo, sendo tomadas de empréstimo do Cubismo, movimento primeiramente das artes plásticas, embora o texto que seja considerado o seu manifesto tenha sido produzido pelo poeta Guillaume Apollinaire, que também escreveu poemas que formavam "desenhos", chamados de caligramas, em uma tentativa de criar uma poesia cubista. Seus poemas sem o uso dos mesmos recursos tipográficos, tais como "Zona", no entanto, desenvolveram melhor as características do Cubismo na poesia. Este tipo de trato da linguagem, embora raramente seja isso mencionado, produz uma aproximação com conceitos estruturais da "arte primitiva", ou "tribal".

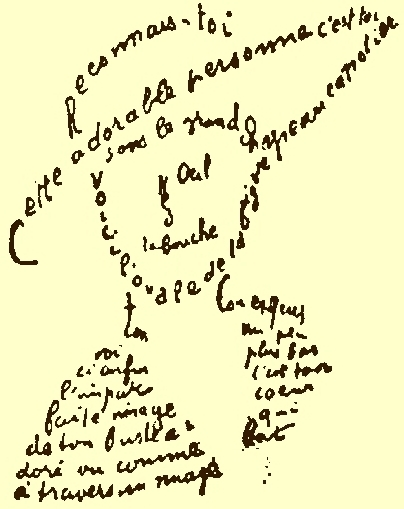
Caligrama de Guillaume Apollinaire, importante representante do cubismo em literatura, mas colaborador de outras vanguardas, como o futurismo

A rejeição a formas pré-estabelecidas de compor é uma constante na poesia moderna, mesmo quando esta (em uma forma mais branda de modernismo, como a do Imagismo de Ezra Pound) explora elementos do passado ditos "clássicos", ou eruditos na produção dos poemas). Tal rejeição ao que se chamou, no Brasil, de "passadismo" foi normalmente expressa através de manifestos artísticos, com uma intenção de propagandear as ideias de um movimento. Os movimentos e/ ou a publicidade das suas estéticas sempre foram de importância central para todo o modernismo, fazendo com que este tipo de postura também se transformasse em uma característica do moderno em relação aos poetas: a atitude do poeta passa a contar muito, às vezes ofuscando a obra literária propriamente dita. Esta características, no entanto, não são exclusivas das vanguardas ou da poesia moderna, aparecendo desde o Naturalismo de Zola a produção de manifestos e a preocupação com a atitude pessoal do poeta desde o Romantismo.
Cabe determo-nos no fato de que muitas tendências do modernismo na poesia são menos radicais que as propostas ditas das vanguardas históricas, iniciadas com o futurismo, na literatura, em sua rejeição ao passado. Como exemplo, além da poesia dos imagistas acima citada, podemos colocar a poesia chamada modernista feita em língua castelhana, iniciada nas Américas com Rubén Darío, no final do século XIX, relacionada ainda ao Parnasianismo mas também aos mais inovadores aspectos da poesia dos simbolistas franceses. Darío, também, já fazia uso do neologismo. Já se aproximando da década de 20 surgem movimentos que reagem contra o que consideravam meramente ornamental nesta poesia, e entram em cena vanguardas como o Criacionismo do chileno Huidobro e o Ultraísmo de Guillermo de Torre y Borges.
Em Portugal, Cesário Verde se aproximava do Impressionismo em sua estética e a Baudelaire, antecipando avanços da poesia portuguesa do século XX. Quando o modernismo finalmente eclode em Portugal, impulsionado pela criação da revista Orpheu, em 1915, ele surge com as mesmas características da obra de Cesário Verde mescladas às novas tendências cubistas e futuristas. Alguns poetas, como Fernando Pessoa, pertencente à geração de Orpheu, ora escrevem também uma poesia de acentos clássicos, como o das odes horacianas de Ricardo Reis, não podendo aí ser considerado, talvez, moderno. No entanto, o seu heterônimo Álvaro de Campos é o que vai comparecer nas páginas da revista Portugal futurista (1917), comprometida com algumas formas cubistas/futuristas de compor e com a ideologia modernista.  
Da década de 1920 até à Segunda Guerra Mundial ocorreu o predomínio do Surrealismo, explorando um certo primitivismo ideológico e aprofundando o conhecimento do inconsciente iniciado na poesia pelo Simbolismo e seguido pelo expressionismo, se afastando do experimentalismo formal das primeiras vanguardas. Surgido do Dadaísmo (outra entre as primeiras tendências de vanguarda) que pregava o total irracionalismo da linguagem, como dissidência deste, o Surrealismo centra-se em questões semânticas, engajando-se posteriormente, majoritariamente, ao Marxismo, e é considerado por muitos como o ponto final das vanguardas e da poesia moderna.
Naturalmente, esta data não pode ser um consenso. No Brasil, como se sabe, é apenas na década de 1920 que o modernismo começa a tomar forma, na época da Semana de Arte Moderna, através da influência das vanguardas europeias. Assumindo diversas características formais, no entanto, cabe notar que elementos da síntese dos cubistas, futuristas e expressionistas estavam presente em quase todos os maiores poetas modernistas brasileiros, havendo uma grande reação contra a eloquência romântica e um certo tipo de formalismo caracteristicamente parnasiano. Busca-se um certo primitivismo desde o seu início, e o "desvio" linguístico é valorizado por quase todos como forma de criar uma "língua brasileira" na literatura, o que opõe os novos poetas desta fase a toda poesia canônica anterior às vanguardas. O verso livre ou prosaico e o poema em prosa passam a ser mais empregados que o verso metrificado. Muitas desta características são predominantes ainda atualmente. É difícil situar o fim do modernismo no Brasil.     
Muitos poetas das vanguardas e das tendências modernistas, inclusive no Brasil, como Cassiano Ricardo, por exemplo, continuaram escrevendo poemas nitidamente modernos até a década de 1960, o que bastaria para situar a poesia modernista para muito além da II Grande Guerra. Além disso, alguns movimentos posteriores em poesia, como o da Geração Beat, nos EUA, iniciado na década de 1950, da Poesia concreta no Brasil, e mesmo os poetas da Language (grupo de vanguarda da poesia norte-americana das décadas de 1960 e de 1970) praticamente nada produziram em termos gerais e formais que pudesse fazer com que os classificássemos como não modernistas, conforme vários e importantes autores, havendo uma continuidade na tradição de ruptura praticada pelas vanguardas do início do do século XX. Outros poetas, como o norte-americano E. E. Cummings e o brasileiro Manoel de Barros, levaram a extremos as experiências iniciadas por outros poetas modernos. Manoel de Barros, por exemplo, claramente aprofunda na sua poesia o legado da Poesia Pau Brasil e Antropófaga, chegando a classificar sua poesia como Vanguarda primitiva. Ambos os poetas exploram aspectos da língua falada ou da oralidade, embora de forma diferente. Manoel de Barros usa "a língua natural neológica" pregada por Oswald de  Andrade no modernismo brasileiro e se aproxima, por vezes, do Surrealismo. Cummings explora "os microrritmos da fala"  através de inventiva disposição tipográfica. Tais procedimentos do poeta norte-americano, somente como forma de ilustração de características modernas, seriam impensáveis antes das vanguardas e alguns de seus precursores, como o simbolista Mallarmé. Mallarmé havia, no livro Un coup de dés jamais n'abolira le hasard, substituído o verso na construção do poema pelo que seria chamado de "subdivisão prismática".

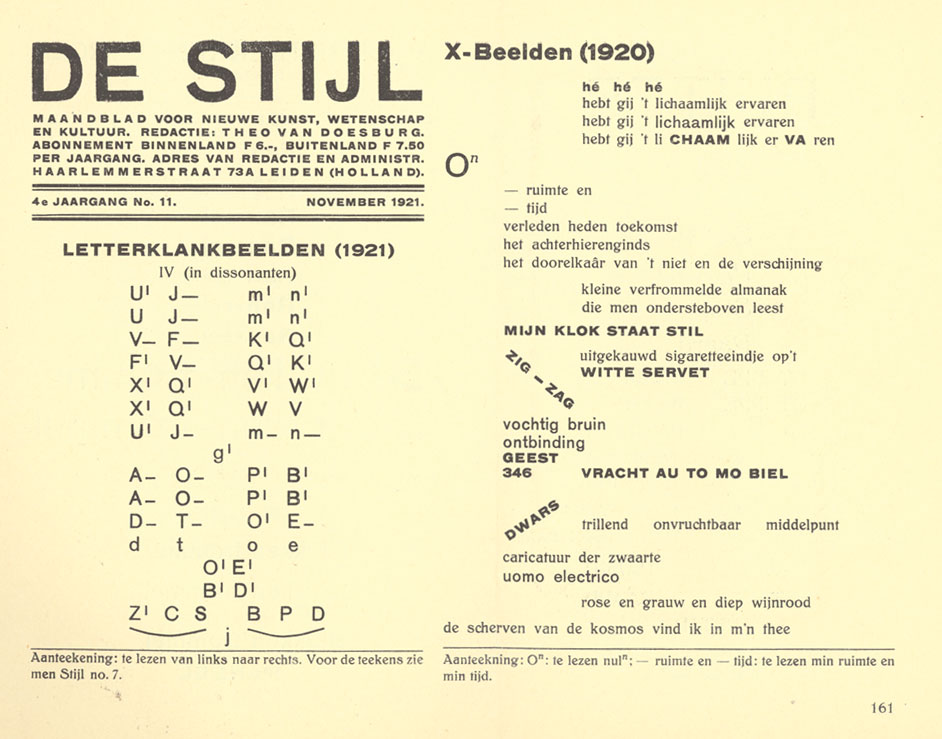
Exemplo da revista De Stijl, Letterklankbeelden, projeto gráfico de Theo van Doesburg.

Posto isso, também não seria nenhum absurdo considerarmos como poesia moderna, tendências muitas vezes classificadas como pós-modernas em poesia (haja vista a dificuldade de defini-las), configurando o que alguns têm chamado de Segunda vanguarda, que teria surgido na década de 1950 e se estenderia pelos anos 1960, 1970, e, talvez, até os nossos dias. Fazem parte da segunda vanguarda, segundo aqueles que defendem o termo, a própria poesia beat, a poesia concreta, a poesia visual, o poema/processo e experimentos sonoristas em poesia (estes surgidos a partir do Futurismo, do Dadaísmo e da obra de Kurt Schwitters).
Em A revolução da palavra, obra aqui citada, Jerome Rothenberg afirma: "Os novos grupos que aparecem em meados da década de 1950 (Black Mountain, Beats, Escola de New York, imagem profunda, poesia concreta, processos aleatórios, etc.) re-exploraram a ideia de uma vanguarda, com uma quase total indiferença às limitações acadêmicas". Todas estas tendências exploram uma definição de poesia que foge à usual distinção entre gêneros, valorizando o gráfico, o espacial, a aproximação com a música ou a intervenção e a performance. As raízes destas formas de expressão estão já no dadaísmo, no futurismo e no pensamento aproximado do surrealismo de Antonin Artaud, e ainda podemos considerar que a diluição dos limites entre gêneros literários já estava presente no poema em prosa praticado por alguns românticos e aperfeiçoado pelo mesmo Baudelaire.  

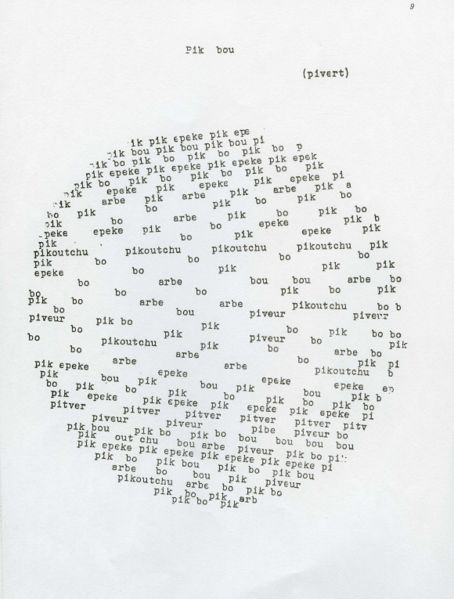
Pierre Garnier, poema espacialista Pik bou (1966), "aparentado" posterior do concretismo internacional

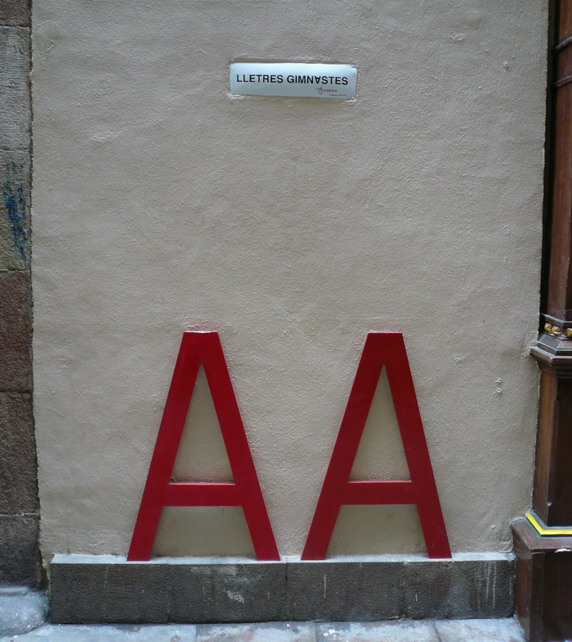
Poema visual Lletres Gimnastes (1997) na fachada da instalação "El Ingenio", em Barcelona, de Joan Brossa.

Se avaliarmos as características formais da poesia moderna, portanto, torna-se difícil fazer qualquer afirmação quanto ao seu final. O único fato inegável é que a poesia sofreu um abalo entre o final do século XIX e o início do século XX que tornou possíveis maneiras muito mais inventivas e diversificadas de escrever poesia, tal como vemos até o século XXI. Além disso, a partir das vanguardas, foram os ditos poetas modernos que passaram a determinar quais eram as tradições válidas para a poesia.